# Эспиноза, Крис
Крис Эспиноза (/ˌɛspɪˈnoʊzə/; англ. Chris Espinosa; род. 1961) — один из первых сотрудников компании Apple Inc., официально сотрудник номер 8. Присоединился к компании в возрасте четырнадцати лет в 1976 году, когда она располагалась в гараже родителей Стива Джобса, писал руководства по программному обеспечению и программировал после школы. Остаётся сотрудником Apple и по сей день, являясь её работником с самым продолжительным стажем за всю историю компании.

## Карьера
Во время обучения в средней школе Хомстед Эспиноза познакомился со Стивом Джобсом, который учился там же. Знакомство состоялось в магазине Byte Shop Пола Террелла, куда Джобс поставлял Apple I. Позже Крис подружился и со Стивом Возняком, также выпускником Хомстеда. Несмотря на то, что учителя предостерегали его от дружбы с Джобсом и Возняком, они продолжили общение.
В 1976 году 14-летний Эспиноза стал восьмым сотрудником Apple, а также одним из самых молодых сотрудников в истории компании. Он начал писать программы на BASIC в гараже Джобса. Как и другим первым сотрудникам Apple, ему приходилось ночевать под своим рабочим столом. Крис Эспиноза всю свою жизнь проработал в Apple, за исключением короткого перерыва, во время которого обучался в Калифорнийском университете в Беркли где его наставником на первом курсе был аспирант Энди Херцфельд, также один из ведущих разработчиков в штате Apple. В 1981 году Джобс убедил Эспинозу бросить учёбу, чтобы работать в отделе публикаций Apple. Хотя Эспиноза не участвовал в первичном публичном размещении акций компании, Возняк предложил до 2000 акций перед IPO по 5 долларов за акцию каждому из группы из 40 сотрудников, включая Эспинозу, которые, по его мнению, были недооценены, что стало известно как «План Воза».
Эспиноза работал на различных должностях и в различных отделах Apple. Он участвовал в разработке классических Mac OS, A / UX, HyperCard, Taligent и Kaleida Labs (в качестве менеджера проектов в альянсе AIM), AppleScript, Xcode, macOS и системы общего доступа к семейству iOS. Он часто выступает на Всемирной конференции разработчиков Apple и иногда выступает в качестве участника дискуссии в рамках Stump the Experts. 

## В кино
Актёр Эдди Хасселл сыграл Криса Эспинозу в фильме 2013 года Джобс .